# Antoine Coypel

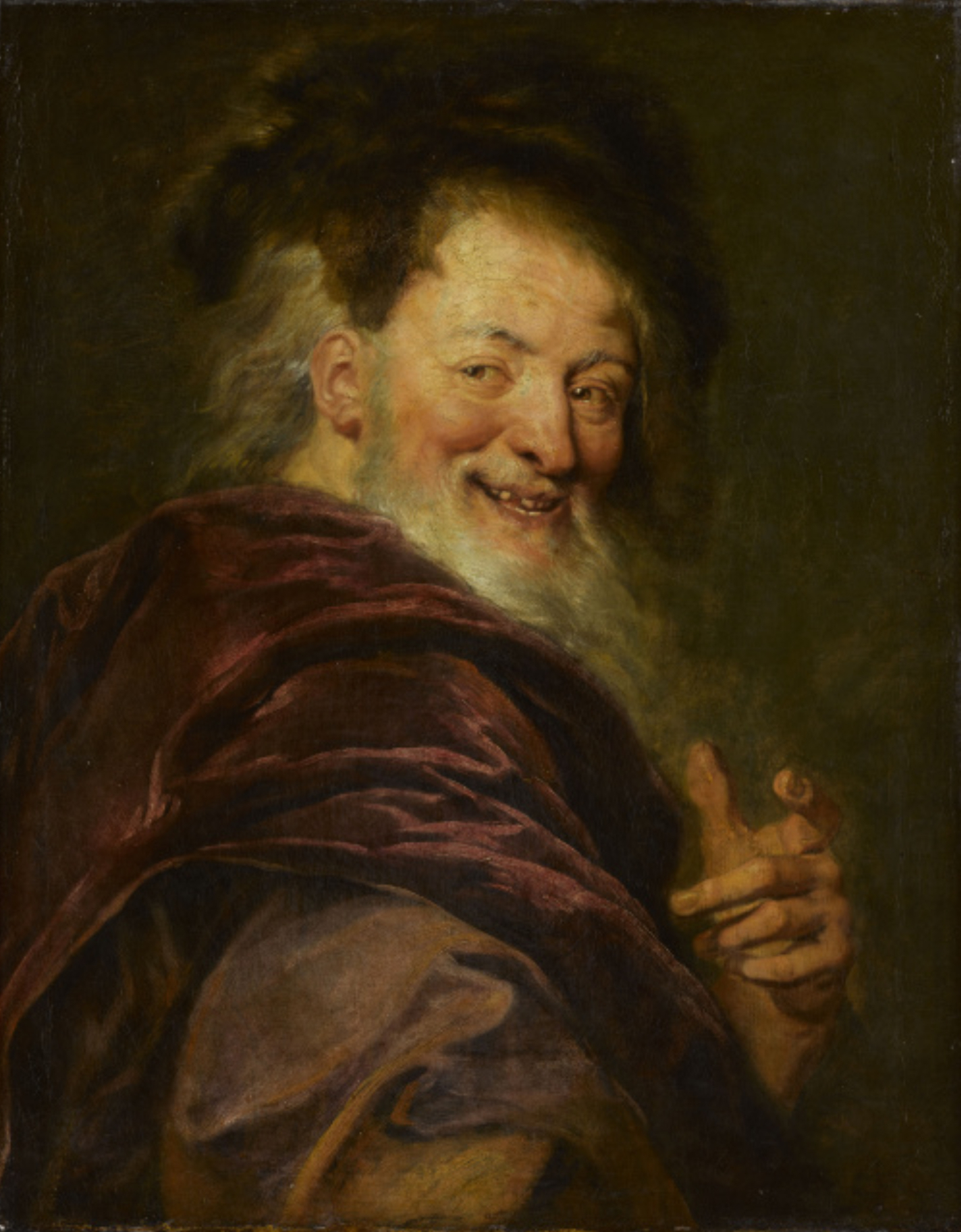
Demòcrit, 1692, oli sobre llenç (69 × 75 cm), Museu del Louvre.

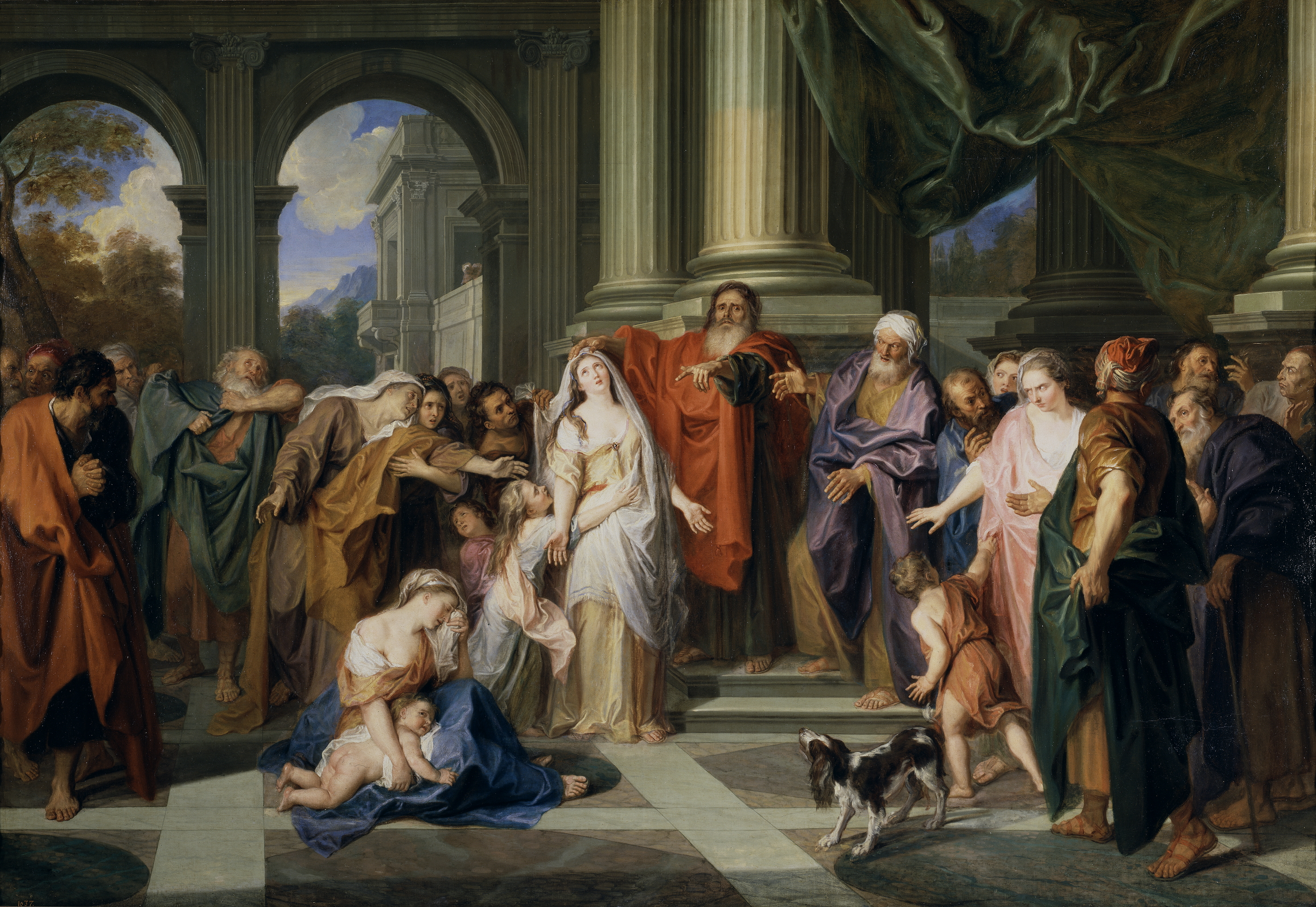
Susana acusada d'adulteri, 1695 - 1696, oli sobre llenç (149 × 204 cm), Museu del Prado.

Antoine Coypel (París, 11 d'abril de 1661 - 7 de gener de 1722) va ser un pintor barroc francès, nascut i mort a París.

## Biografia i obra
Membre d'una família d'artistes, va ser fill de Noël Coypel, amb qui es va formar. Amb només onze anys va acompanyar al seu pare quan aquest va ser nomenat director de l'Acadèmia francesa a Roma, donant aviat mostres de la seva capacitació per a la pintura i rebent les lloances de Gianlorenzo Bernini. Va passar tres anys a Roma i un més al nord d'Itàlia, estudiant la pintura de Correggio i els mestres venecians, abans de tornar a França el 1676.
L'encreuament d'aquelles influències rebudes a Itàlia amb l'academicisme imperant a França, a l'estil classicista de Nicolas Poussin, farà de Coypel un pintor eclèctic, encara que sempre amb certa tendència al colorisme, com s'adverteix en Lluís XIV descansant després de la pau de Nimega, composició al·legòrica típica de l'època presentada en 1681 amb motiu de la seva acceptació en la Reial Acadèmia de Pintura i Escultura.
Aquesta inclinació al colorisme li portarà en la dècada de 1690 a aproximar-se a l'obra de Rubens, de la qual el Demòcrit de 1692 (Museu del Louvre) és, en opinió d'Anthony Blunt, poc més que un «pastiche».
Protegit del Gran Delfí i del seu fill el duc de Chartres, en 1700 va intervenir en la decoració del Castell de Meudon amb una sèrie de panells dedicats a la història de Cupido i Psique. Amb el mateix estil teatral, però donant l'esquena a Rubens per apropar-se al barroc romà de Baciccio, va pintar en 1708 el sostre de la Capella del Palau de Versalles, la més plenament barroca de les decoracions franceses de l'època, juntament amb la del desaparegut Palais Royal que ell mateix va executar per encàrrec del duc Felip d'Orleáns entre 1701 i 1718, amb escenes de la història d'Enees.
El Museu del Prado de Madrid conserva una monumental i colorista Susanna acusada davant el tribunal de la seva mà, molt representativa del seu estil i considerada una de les seves obres més importants.